# Cirrochroa lanka
Cirrochroa lanka är en fjärilsart som beskrevs av Moore 1872. Cirrochroa lanka ingår i släktet Cirrochroa och familjen praktfjärilar. Inga underarter finns listade i Catalogue of Life.